# Paweł Komorowski
Paweł Komorowski (ur. 14 sierpnia 1930 w Warszawie, zm. 28 listopada 2011 w Zakopanem) – polski reżyser i scenarzysta filmowy.

## Życiorys
Był absolwentem historii sztuki na Uniwersytecie Jagiellońskim z 1951 i reżyserii w Państwowej Wyższej Szkole Filmowej w Łodzi z 1955.
Reżyser i scenarzysta filmów fabularnych i seriali, wyróżniony m.in. dwukrotnie nagrodą MON i nagrodą przewodniczącego Radiokomitetu.
Został pochowany na Nowym Cmentarzu przy ul. Nowotarskiej w Zakopanem (kw. F4-1-10).

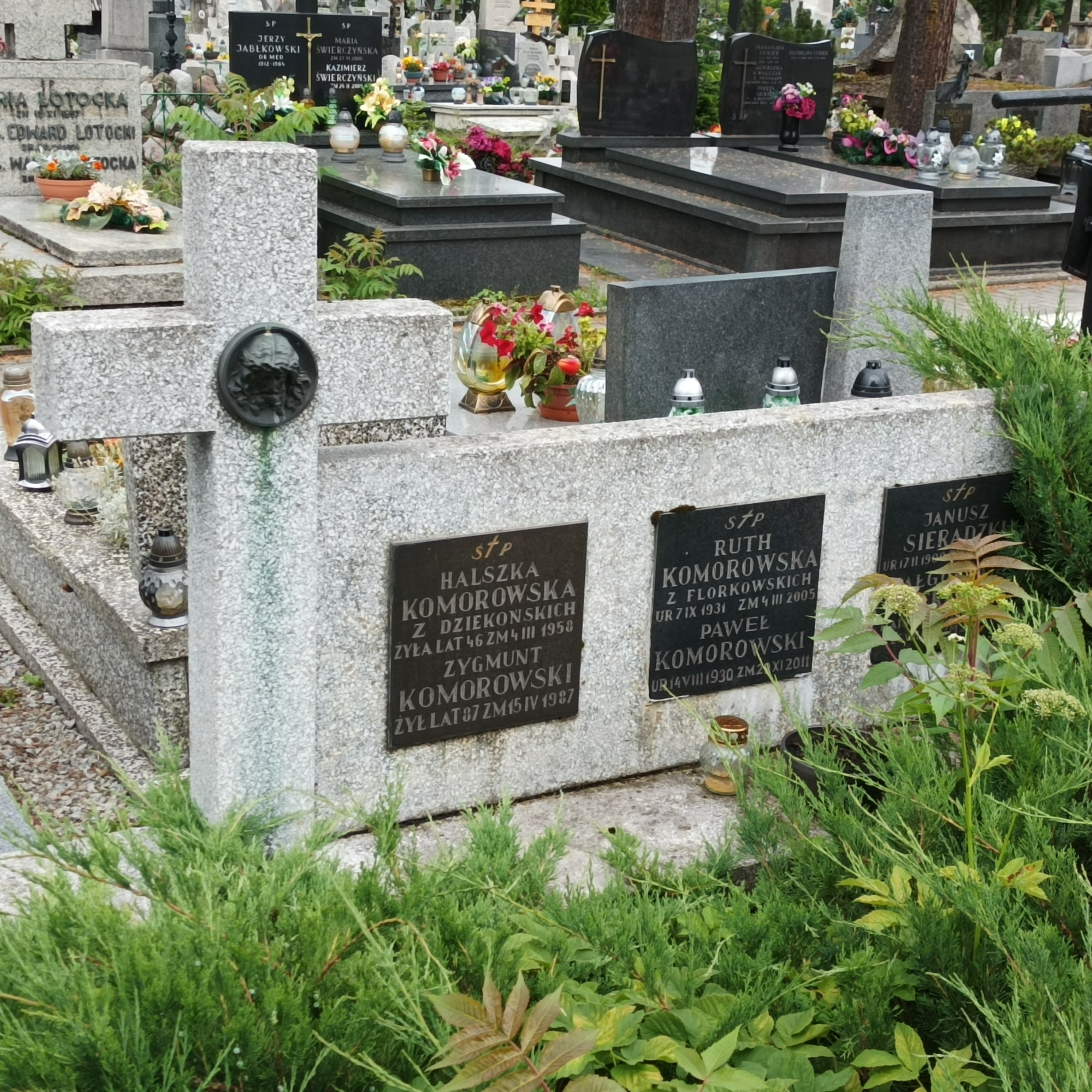
Grób Pawła Komorowskiego na Nowym Cmentarzu w Zakopanem

## Filmografia
- 1956: Koniec nocy
- 1960: Szklana góra
- 1962: Czerwone berety
- 1964: Pięciu
- 1965: Sobótki
- 1966: Ściana Czarownic
- 1967: Stajnia na Salvatorze
- 1968: Ostatni po Bogu
- 1969: Przygody pana Michała
- 1970: Przystań
- 1971: Brylanty pani Zuzy
- 1971: Gwiazda wytrwałości
- 1971: Kocie ślady
- 1976: Ptaki, ptakom...
- 1977: Szarada
- 1979: Elegia
- 1980: Misja
- 1984: Oko proroka
- 1984: Przeklęte oko proroka
- 1998: Syzyfowe prace